# Championnat de Suisse de hockey sur glace 1941-1942
Saison précédente Saison suivante
La saison 1941-1942 est la 33e saison du championnat de Suisse de hockey sur glace. À la suite de la saison précédente, Arosa et Bâle deviennent les sixième et septième équipes de la Ligue nationale A.

## Ligue nationale A
| Clt   | Équipe                  | PJ | V | D | N | BP | BC | Diff | Pts |
| ----- | ----------------------- | -- | - | - | - | -- | -- | ---- | --- |
| +001, | HC Davos (T)            | 6  | 6 | 0 | 0 | 42 | 5  | +37  | 12  |
| +002, | Zürcher SC              | 6  | 4 | 1 | 1 | 14 | 8  | +6   | 9   |
| +003, | Montchoisi HC           | 6  | 4 | 2 | 0 | 17 | 17 | 0    | 8   |
| +004, | HC Arosa (P)            | 6  | 3 | 3 | 0 | 19 | 22 | -3   | 6   |
| +005, | CP Berne                | 6  | 2 | 3 | 1 | 16 | 13 | +3   | 5   |
| +006, | HC Bâle-Rotweiss (P)    | 6  | 0 | 5 | 1 | 10 | 27 | -17  | 1   |
| +007, | Grasshopper Club Zurich | 6  | 0 | 5 | 1 | 5  | 31 | -26  | 1   |

- En gras : champion de Suisse

Davos remporte le 14e titre de son histoire, le 5e consécutivement.